# Modena Calcio 1937-1938
Questa pagina raccoglie i dati riguardanti il Modena Calcio nelle competizioni ufficiali della stagione 1937-1938.

## Stagione
- Vigevanesi-Modena 1-0
- Modena-Venezia 0-0
- Cremonese-Modena 0-1
- Modena-Taranto 2-1

## Rosa
| N. |                   | Ruolo | Calciatore        |
| -- | ----------------- | ----- | ----------------- |
|    | Italia (bandiera) | C     | Danilo Bazzani    |
|    | Italia (bandiera) |       | Dante Bergamini   |
|    | Italia (bandiera) | P     | Eriberto Braglia  |
|    | Italia (bandiera) | A     | Antonio Carnevali |
|    | Italia (bandiera) | A     | Luigi Cresta      |
|    | Italia (bandiera) | A     | Luigi Del Grosso  |
|    | Italia (bandiera) | C     | Bruno Dugoni      |
|    | Italia (bandiera) | A     | Erasmo Franzoni   |
|    | Italia (bandiera) | C     | Astro Galli       |

| N. |                   | Ruolo | Calciatore              |
| -- | ----------------- | ----- | ----------------------- |
|    | Italia (bandiera) | C     | Giordano Malagoli       |
|    | Italia (bandiera) | C     | Vittorio Malagoli       |
|    | Italia (bandiera) | D     | Nereo Marini            |
|    | Italia (bandiera) | D     | Luigi Gioacchino Nebbia |
|    | Italia (bandiera) | A     | Alfredo Notti           |
|    | Italia (bandiera) | D     | Luigi Poggi             |
|    | Italia (bandiera) | P     | Secondo Roggero         |
|    | Italia (bandiera) | C     | Vittorio Sentimenti     |
|    | Italia (bandiera) | A     | Otello Zironi           |